# برشلونة موسم 2007–08
كان موسم 2007–08 الموسم الـ108 في تاريخ نادي برشلونة والموسم الـ77 تواليًا له في الدرجة الأولى من الدوري الإسباني.

## وصلات خارجية
الموقع الرسمي لنادي برشلونة